# Geórgios Iakovídis
Geórgios Iakovídis (en grec moderne Γεώργιος Ιακωβίδης), plus connu en Allemagne sous le nom Georg Jakobides, né le 11 janvier 1853 dans le village de Chídira (Lesbos) et mort le 13 décembre 1932 à Athènes, est un peintre grec.

## Biographie
Dès l'âge de treize ans, Geórgios Iakovídis se rend à Smyrne pour vivre auprès de son oncle, architecte de profession, et pour suivre les cours de l'Ecole Évangélique. Il montre très jeune des dispositions pour l'art et particulièrement pour la sculpture sur bois. En 1868, il accompagne son oncle à Menemen, et en 1870, à l'instigation de Michaíl Chatziloúkas, un négociant en bois, collaborateur de son oncle, qui lui apporte un soutien financier, il décide d'aller à Athènes étudier la sculpture. 
Il s'inscrit à l'École des beaux-arts d'Athènes, où il suit les cours du peintre Nikifóros Lýtras et du sculpteur Leonídas Dróssis (en). On commence à remarquer son talent de peintre. Il obtient son diplôme de l'Ecole des Beaux-Arts avec mention « très bien » en mars 1877. Dès le mois de novembre 1877, il reçoit une bourse de l'État grec pour poursuivre ses études en Allemagne, à l'Académie des beaux-arts de Munich, où il est l'élève de Ludwig von Löfftz, de Wilhelm von Lindenschmit (en) et de Gabriel von Max. Il achève ses études aux beaux-arts de Munich en 1883, et s'installe dans cette ville où il travaillera pendant dix-sept ans. 

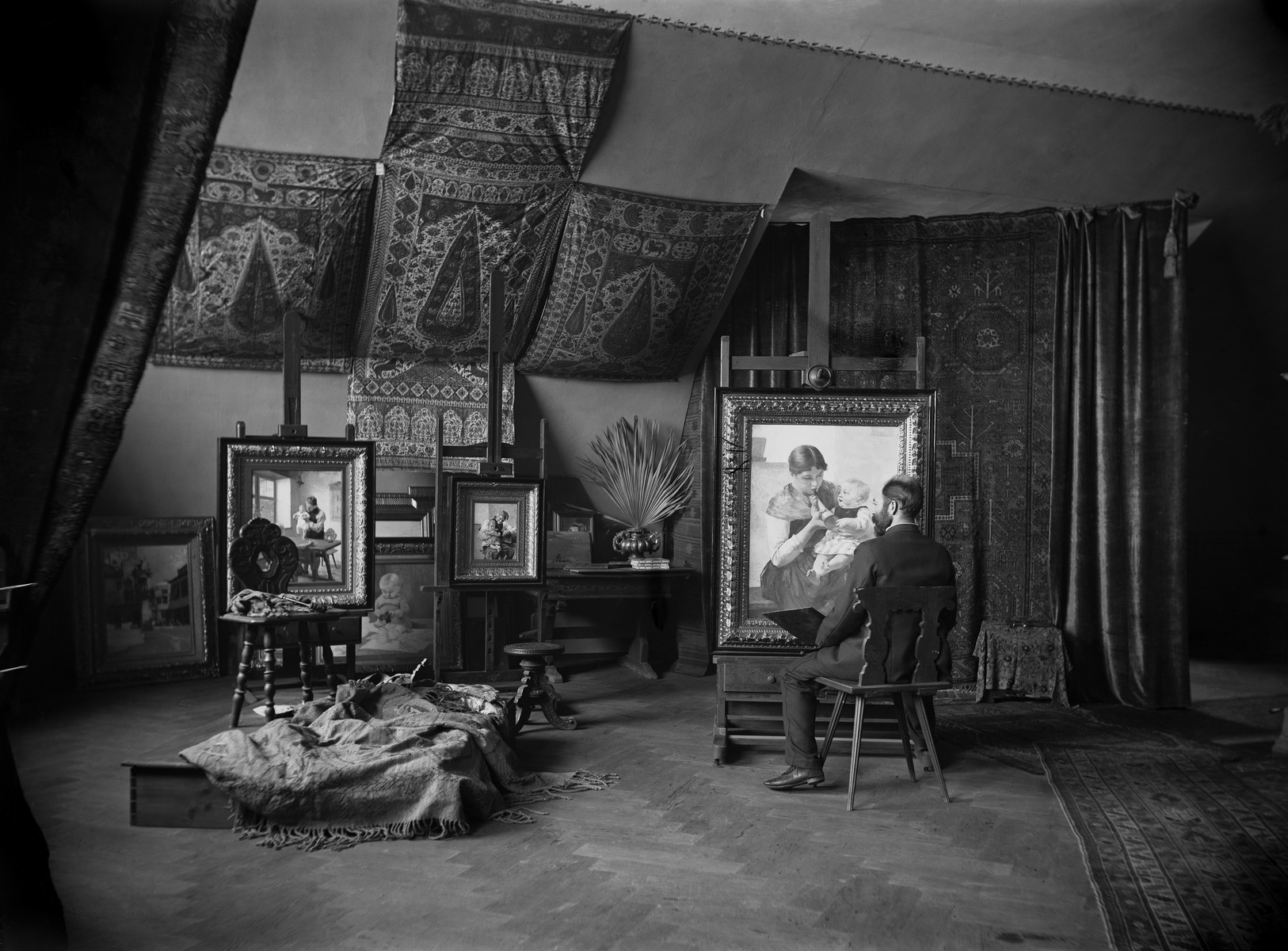
Geórgios Iakovídis photographié dans son atelier munichois en 1833.

Dès 1878, il ouvre son propre atelier à Munich et crée une école de peinture pour femmes qui a fonctionné jusqu'en 1898. Il ne tarde pas à gagner l'amitié et l'estime générales, grâce à son talent et à son travail. Il reçoit dès lors de nombreuses distinctions : « Médaille d'or » à Athènes en 1888, Prix Spécial à Paris en 1889, « Prix d'honneur » à Brême en 1890, « Médaille d'or » à Munich en 1893, « Prix von Economo » à Trieste en 1895 et à Barcelone en 1898, « Médaille d'Or » à Paris en 1900. 
À partir de 1889, profondément affecté par le décès de son épouse, il cesse, dit-on, de peindre de joyeux petits enfants. En 1900, il devient le premier directeur de la Pinacothèque nationale nouvellement créé. Après la mort de son maître, Nikifóros Lýtras, il reprend, à titre gracieux, sa chaire d'enseignement de peinture à l'huile à l'Ecole des beaux-arts, ce qui lui a valu la « Croix d'or des Chevaliers ». Durant cette période, il est le portraitiste officiel de la famille royale grecque, et en particulier l'ami personnel du prince Nicolas de Grèce, et le peintre de la haute bourgeoisie athénienne, ce qui lui permet d'être au nombre des rares peintres grecs à bien vivre de leur art. 
En 1910 l'École des beaux-arts est séparée de l'Université polytechnique nationale d'Athènes ; un décret royal lui attribue alors la direction de l'École des beaux-arts. Geórgios Iakovídis est remplacé à la tête de la Pinacothèque nationale par Zacharías Papantoníou en 1918. En 1926, il est nommé membre de l'Académie d'Athènes nouvellement créée. Il se retire en 1930 de l'École des beaux-arts. Il décède en 1932, à près de quatre-vingts ans.

## Œuvre

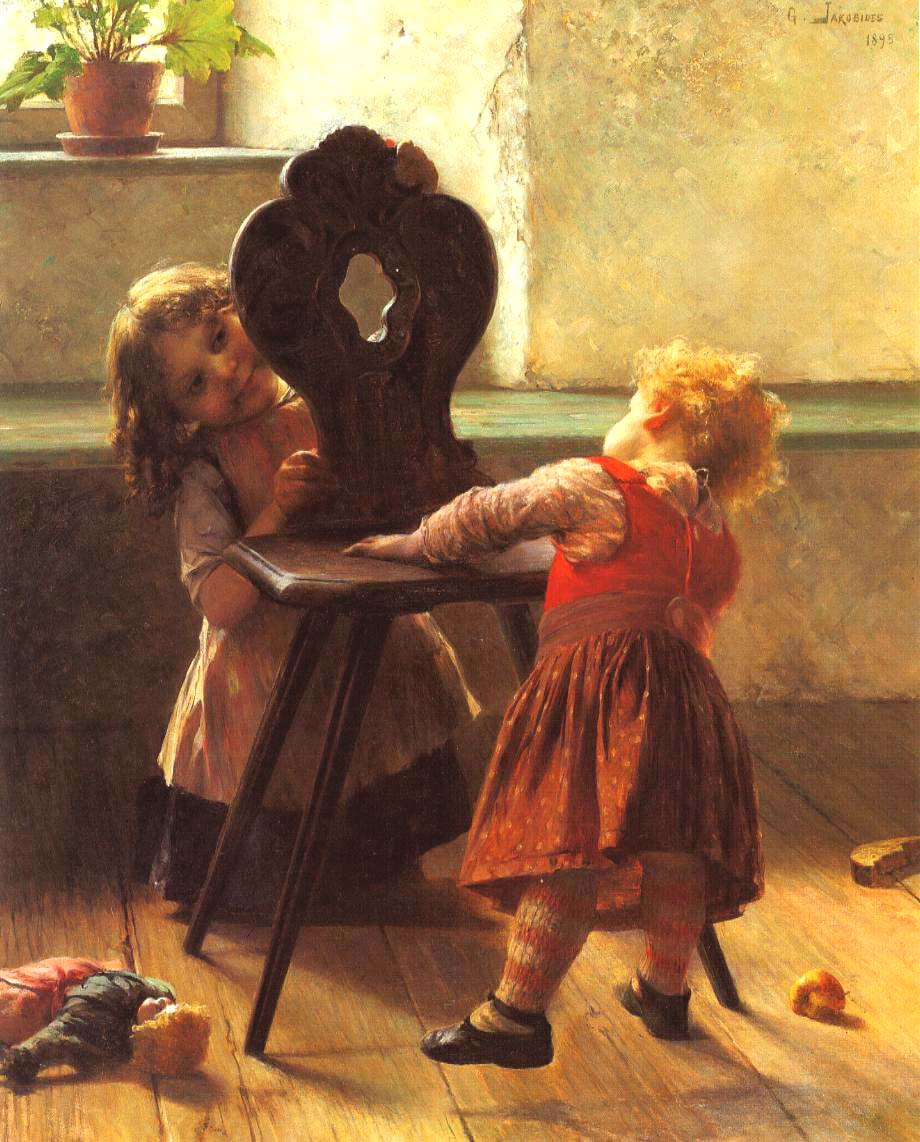
« Coucou ! » tableau de Geórgios Iakovídis peint en 1895 (huile sur toile, collection privée).

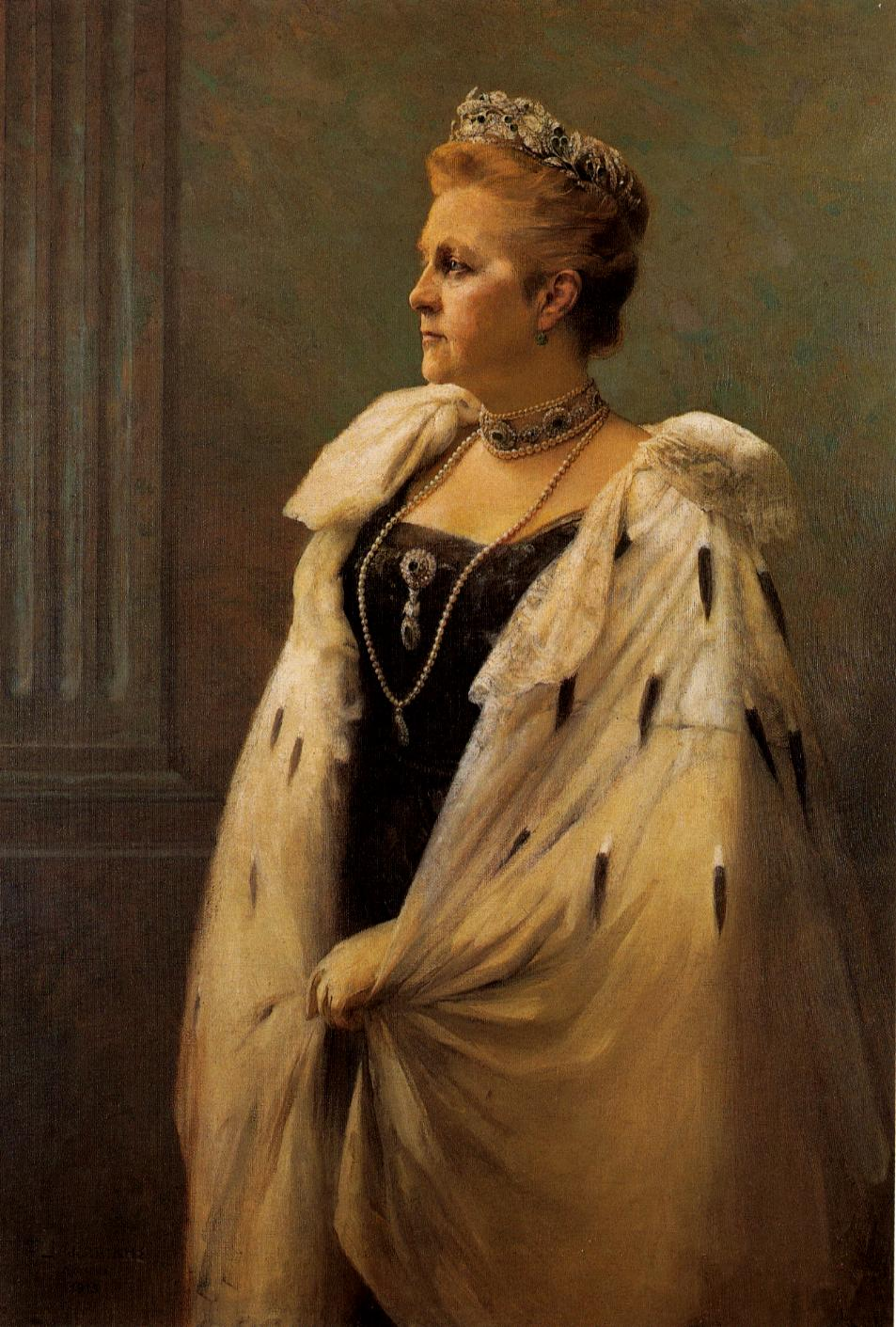
Portrait officiel de la reine Olga de Grèce par Geórgios Iakovídis, 1915.

Geórgios Iakovídis a suivi fidèlement le naturalisme académique allemand de « l'École de Munich ». Les thèmes de sa peinture, malgré la vie et la lumière grecques qui la caractérisent, sont marqués par la théâtralité et la sévérité de l'académisme. Il s'est montré particulièrement critique à l'égard de l'impressionnisme français ; c'est la raison pour laquelle on a considéré qu'il avait retardé l'introduction des courants artistiques modernes en Grèce. 
Cependant, certains critiques d'art plus récents pensent que Geórgios Iakovídis n'a pas empêché ses élèves d'innover, même s'il ne partageait pas leurs vues. 
À l'époque où il vivait en Allemagne, les thèmes de sa peinture étaient surtout des scènes de la vie quotidienne, en particulier des compositions avec des enfants, des intérieurs, des natures mortes, et des fleurs. À son retour en Grèce, il s'est attaché à peindre des portraits, devenant l'un des meilleurs portraitistes grecs. 
Geórgios Iakovídis a laissé une œuvre importante d'environ deux cents tableaux, conservés à la Pinacothèque nationale d'Athènes, dans les plus grands musées mondiaux et dans des collections privées. Les plus célèbres de ses tableaux sont « Le concert des enfants » (Pinacothèque nationale), la « Querelle enfantine », « Un grand-père et son petit-fils », « Amour maternel ». Ces scènes représentant des enfants sont considérées comme des modèles de vérité naturaliste. 
En 1951, le fils du peintre, l'acteur Michális Iakovídis (el), a fait don à la Pinacothèque nationale du carnet personnel de l'artiste où sont répertoriées ses œuvres dans l'ordre chronologique, de 1878 à 1919. En 2005, ce musée a consacré une rétrospective à Geórgios Iakovídis. 
- 1876 : Jeune fille.
- 1880 : Fillette de Megara.
- 1881 : Portrait d'une jeune femme, dans la collection du Parlement hellénique, à Athènes.
- 1883 : Le vilain petit-fils, avec grand-mère
- 1884 : Le vilain petit-fils, avec grand-père.
- 1886 : Le peignage de la petite-fille.
- 1889 environ : Les premiers pas, au Musée Averoff, à Métsovo.
- 1890 : Le préféré de grand-papa.
- 1893 : 
  - Les premiers pas.
  - Le préféré de grand-maman.
- 1895 : Coucou !, collection privée.
- 1898 : 
  - La douche froide, à la Pinacothèque nationale d'Athènes.
  - Plateau de fruit.
- 1900 : Le concert des enfants, à la Pinacothèque nationale d'Athènes.
- 1910 : Portrait du roi Georges Ier.
- 1915 : 
  - Portrait de la reine Sophie, au Musée Averoff, à Métsovo.
  - Portrait de la reine Olga.
  - Portrait de Pávlos Melás, au Musée d'histoire nationale, à Athènes.
- Portrait de Pávlos Melás en uniforme.
- Portrait de Dimítrios Kalapothákis (en).
- Portrait du ministre Aléxandros Kontóstavlos (en).
- Le concert des enfants (2e version).